# Dálnoky János (színművész)
Dálnoky János; született: Kinglarovics, névváltozat: Kárpát (Debrecen, 1850. május 16. – Rákosszentmihály, 1903. június 9.) magyar színész, komikus.

## Életútja
Kinglarovics Rozália özvegyasszony törvénytelen gyermekeként született, 1850. május 20-án keresztelték. 1868. december 23-án lett színész. Működött Lászy Vilmosnál, Aradi Gerőnél, Somogyi Károlynál, majd Krecsányi Ignácnál. 1880-ban Kinglarovics családi nevét Dálnokira változtatta. 1881. április 18-án Debrecenben feleségül vette Höflinger Máriát. 1893. január 15-én megülte 25 éves jubileumát Somogyi Károly társulatánál, a »Cigány« címszerepében. 1893. június havában az Országos Színészegyesület pénztárosává választották meg, amely tisztségét haláláig viselte.

## Fontosabb szerepei
- Cox (Morton: Cox és Box)
- Dieudonné (ifj. Dumas: Alfonz úr)
- Jákob (Szigligeti E.: Zsidó)

## Működési adatai
1869: Károlyi; 1870–72: Szegedy Mihály; 1872: Győrffy Antal; 1873: Csaby Imre, Szegedy Mihály; 1874–76: Krecsányi Ignác; 1876: Csóka Sándor; 1877: Aradi Gerő; 1878–81: Krecsányi Ignác; 1881–83: Gerőfy Jakab; 1884: Aradi Gerő; 1886–93: Somogyi Károly.